# Leptotyphlops dulcis
Leptotyphlops dulcis este o specie de șerpi din genul Leptotyphlops, familia Leptotyphlopidae, descrisă de Ralph O. Baird și Girard 1853.

## Subspecii
Această specie cuprinde următoarele subspecii:
- L. d. dissectus
- L. d. dulcis
- L. d. myopicus
- L. d. supraorbicularis
- L. d. iversoni